# Nino Porzio
Antonino Porzio, alias Nino Porzio, (né le 4 juin 1972 à Palerme en Sicile) est un chanteur et acteur italien.

## Biographie
Antonino Porzio est né à Palerme en 1972 et se consacre dès son enfance au chant et la comédie.
À la fin des années 1970, il déménage avec sa famille en Allemagne, travaille dans l'épicerie familiale tout en étudiant le chant et la batterie et forme un groupe musical qui se produit dans les manifestations locales.
Au début des années 1990 il commence une carrière soliste principalement en Allemagne et enregistre en 1995 son premier album Rosa qui a été présenté en Amérique par City News Service.
Le 20 juillet 2000, il enregistre son deuxième  album Mille Pazzie distribué en Italie par Musicanapoletana.

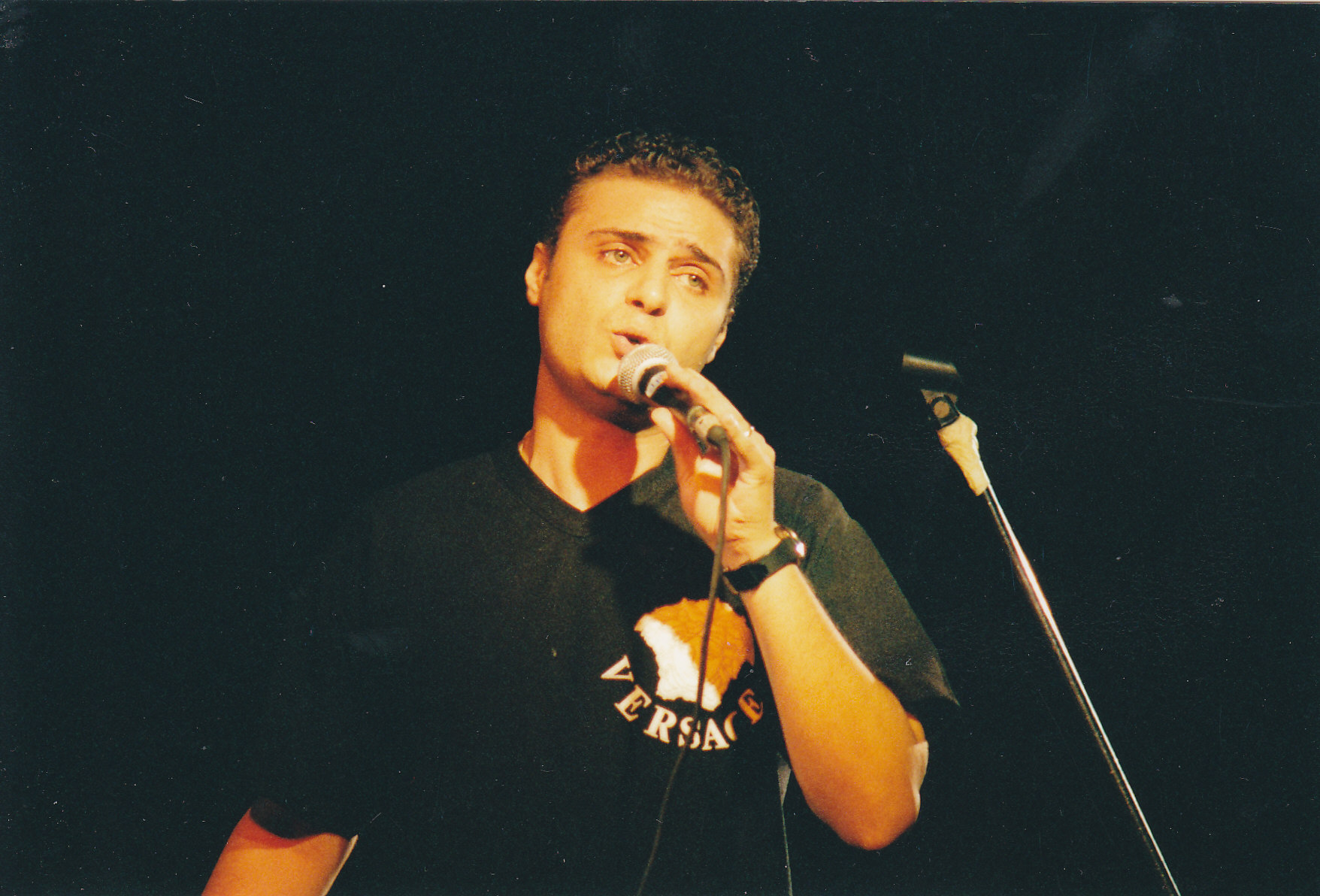
Nino Porzio au Girofestival (2001)

En 2001, il participé au concours de chant «Voci Nuove Per La Discografia  »  à Rome.
 et l'année suivante elle atteint la première  place du DDO-Chartbreaker Hitparade .
Nino Porzio a sorti cinq albums et ses chansons sont incluses dans diverses compilations italiennes et internationales. Le 2 premières compilations avec la chanson Ti amo et Messaggio d'amore avec Milva et Adriano Celentano et Super Hits Sun & Fun avec Gigi D'Agostino se sont vendues à plus de 30 000 exemplaires.
Le 16 juin 2020, le nouveau clip officiel Tanta voglia di lei sortira sur Vevo.
En 2011 il commence une carrière au cinéma et dans des séries télévisées.

## Albums
- 1995 : Rosa (Radiomixitalia)
- 2000 : Mille Pazzie (MusicaNapoletana)
- 2011 :  Caruso (ZYX Music- Mint Records /BMG Ricordi Music Publishing / EMI Italiana
- 2011 :  Made in Italy (Radiomixitalia)
- 2014 : Brividi nel Cuore (Seamusica)
- 2016 : Greatest Hits (Music & music)

## EP
- 2009 - Ti amo (Akasa Records- Warner Music Group)

## Singles
- 1998 : Sogno (HDN Music)
- 2013 : Io penso a te (Pamusound)
- 2014 : Attimi (Seamusica)
- 2016 : Lontani Nel Tempo (Mantovani Music)

## Reprises
- 2011 : Caruso  (Lucio Dalla)
- 2011 : L'Italiano  (Toto Cutugno)
- 2011 :  Ancora tu  (Lucio Battisti)
- 2011 : Quando quando quando  (Tony Renis)
- 2011 : Volare  (Domenico Modugno)
- 2011 : Più bella cosa  (Eros Ramazzotti)
- 2011 : Malafemmena  (Antonio De Curtis)
- 2011 : Sempre sempre  (Albano Carrisi)
- 2011 : Anema e core  (Salve D'Esposito / Tito Manlio)

## Filmographie
- 2019 : Il Traditore    (film)
- 2018  : Keiner schiebt uns weg
- 2018 : HERRliche Zeiten (film)
- 2016 : Volt (film)
- 2016 : Gomorra (série télévisée)
- 2016 : Fritz Lang
- 2016 : Der Chef ist tot (TV series) / The Boss Is Dead
- 2015 :
- The Dark Side of the Moon / Die dunkle (Seite des Mondes) (film)
- Alerte Cobra  (Peter Koslowski)
- 2013 / 2014 Alerte Cobra
- 2014 :
- Danni Lowinski
- Sternstunde ihres Lebens
- Marie Brand
- Mick Brisgau
- 2013 : Rush